# 호시조라 미유키
호시조라 미유키(일본어: 星空 みゆき, 한국명: 김다솜)는 토에이 애니메이션 제작의 애니메이션《스마일 프리큐어!》에 등장하는 가공의 인물이다. 애니메이션에서 목소리를 연기한 성우는 일본판은 후쿠엔 미사토, 한국판은 양정화, 북미판은 로라 베일리이다.

## 개요
프리큐어 시리즈 9번째 작품에 등장하는 7대째 프리큐어 전사 큐어 해피로 변신하는 인물. 가족은 부모님이 계시며, 외동딸이다. 머리 모양은 양갈래를 코로네와 소라빵모양처럼 작게 돌돌 말아 노란색 리본으로 묶고 있다.
동화책과 그림책을 읽는 것을 가장 좋아하며, 모든지 '해피'한게 좋다는 항상 긍정적이고 해맑은 여중생이다. 첫사랑 상대는 피터 팬이며, 가장 좋아하는 책은 안데르센의 동화 신데렐라. 빨간 머리 앤도 좋아한다. 기분이 좋아 흥분하면 "울트라 해피!(ウルトラハッピー!)"라고 말하는 말버릇이 있다. 반면 조금 맘에 안들거나 할때는 입을 삐죽 내밀며 "합뿌뿌~(ハップップー)"라고 하기도 한다.
공부도 운동도 별로 못하고 덜렁이에 실수가 많지만, 결코 실망하는 법이 없이 한결같이 앞으로 전진하는 명랑하고 발랄한 성격인 소녀. 겉보기에는 미덥지 못하지만, 항상 모두를 행복하게 하기 위해 최선을 다하며 그 미소를 빼앗으려는 악당들에게도 과감히 맞서는 강하고 상냥한 마음은 친구들과 주변 사람들을 매료시키고있다. 한편 의외로 맘이 여리고 섬세해서 상처받기 쉬운 면도 있지만 눈물 보이는 것을 싫어하며 속으로 꾹꾹 누르며 항상 웃는 얼굴을 보여준다.
어릴 적에 순수하고 밝은 성격과 달리 친구만들기가 어려운 부끄럼많고 내성적인 성격이였으나, 예전에 할머니집에서 살았던 마을에서 만난 숲의 소녀 덕분에 자신감과 용기를 얻는 계기가 되었다.
다른 바보 3명과 달리 모든 과목을 못하는 것 같다. 16화에서는 다 아는 속담을 전래동화 드립을 쳤다.

## 큐어 해피
성스러운 빛의 힘을 가진 프리큐어로서 변신한 모습. 이미지 색상은 분홍색.
변신 주문은 "프리큐어 스마일 차지!"
변신 후 대사는 "반짝반짝 빛나는 미래의 빛! 큐어 해피!" (キラキラ輝く未来の光! キュアハッピー!)
필살기
- 프리큐어 해피 샤워[6]

스마일 팩트에 모인 힘을 양 손에 담아 크게 하트를 그린 뒤, 하트 모양으로 만들어진 에너지를 손으로 하트 모양으로 담아서 적에게 날리며 정화한다.
- 프리큐어 신데렐라 해피 샤워
- 프리큐어 해피 샤워 샤이닝

## 기타
한국판 성우인 성우 양정화(투니버스 공채 1기)는 주연급 캐릭터 성우 중 최연장자로 기록되었다(1970년생).
전작인 YES! 프리큐어5의 주인공인 큐어 드림과 비슷한 점이 있다.(분홍색, 같은 학년, 주인공, 덜렁이+바보 등) 큐어 드림 본인은 아니지만 그의 아버지가 동화작가라는 점이 있어서 신데렐라와 같은 동화를 좋아하는 면에서는 간접적인 점이 있다.
13화 당시에 나왔던 미유키가 대흉(大凶)을 받아서 크게 충격을 받아 얼굴이 둥글넓적해지게 된 장면은 한국판에서도 무수정 및 무편집 상태로 그대로 방송되었다.
14화는 일본판 기준으로는 일본 국내 수학여행이기 때문에 미유키와 야요이가 일행들과 떨어진 에피소드 제목을 '(일본 국내)미아'로 표기하였으나 한국판에서는 일본으로 해외 수학여행을 했다는 설정에 따라 '국제 미아' 로 표기하였다.
'큐어 언해피'라는 공포의 사진도 존재했다. 입이 벌어진 채 위를 보는 장면이 시청자들을 경악시켰다.
공교롭게도 북미판 성우인 로라 베일리와 동명이인인 인어 캐릭터가 트로피컬 루즈! 프리큐어에 등장했다. 다만 성씨는 다르다.